# Royale Union sportive Ferrières
Maillots
Dernière mise à jour : 13 septembre 2022.
Le (Royale) Union sportive Ferrières est un club de football belge localisé à Ferrières, en province de Liège. Le club est fondé en 1942 et porte le matricule 3449. Lors de la saison 2017-2018, il évolue en troisième provinciale, mais a disputé auparavant 11 saisons dans les divisions nationales, dont 1 au troisième niveau.
En 2022, une fusion avec le FC Pontisse (6130) permet au cercle qui conserve son matricule 3449 de monter en « P2 ».

## Histoire
Le club est fondé en décembre 1942 malgré la guerre, et s'affilie ensuite à l'Union belge qui lui octroie le matricule 3449. Le club débute en 1943 en troisième provinciale, à l'époque le plus bas niveau du football belge dans la province. Il termine régulièrement dans le fond du classement jusqu'en 1963, quand il parvient à remporter sa série et monter en deuxième provinciale. Renforcé par l'ancien international et meilleur buteur du championnat de première division Jean Mathonet, le club remporte sa série après seulement deux saisons. Il doit alors disputer un tour final contre les trois autres vainqueurs de série pour désigner les trois clubs montants, et le remporte. Le club monte ainsi en première provinciale en 1965, et dès sa première saison, remporte le titre, ce qui lui ouvre les portes de la Promotion, plus bas niveau national.
En montant en nationales, l'US Ferrières a besoin d'un nouveau terrain, et déménage alors au Stade du Pré du Fa. Le club s'installe d'emblée dans le haut du classement, terminant sa première saison à la troisième place. Lors de la Coupe de Belgique 1967-1968, le club réalise sa meilleure campagne en éliminant successivement le Cercle de Bruges, alors en D3, le Patro Eisden, club de Division 2, avant de chuter face au FC brugeois en seizièmes de finale. En championnat, le club termine aisément dans le milieu de classement pendant plusieurs années, mais en 1973, il ne peut éviter la relégation et doit retourner en première provinciale après sept saisons disputées en Promotion.
L'US Ferrières revient en nationales quatre ans plus tard, et remporte d'emblée le titre dans sa série. Pour la première fois de son Histoire, le club est promu en Division 3. Le séjour au troisième niveau national est de courte durée. Dernier, le club est directement relégué en Promotion. Le club parvient à éviter les places descendantes la première saison, mais une avant-dernière place en 1981 le condamne à retourner en provinciales. Depuis lors, le club n'est plus jamais revenu en nationales, tombant même jusqu'en troisième provinciale.
Englué au 3e niveau provinciale, le club trouve une solution un peu particulière en 2022. Le club reprend la place à l'étage au-dessus et occupée par le FC Pontisse Herstal (matricule 6130). La fusion est acceptée par la fédération et selon le règlement, l'entité formée peut opter pour un des deux matricules. Comme souvent, le choix se porte logiquement sur le plus ancien: le 3449. Certaines sources parlent d'un rachat de matricule mais il s'agit d'une facilité de langage. La conservation du matricule 3449 atteste d'une fusion réglementaire,. Promu en 1re niveau provinciale pour la saison 2024-2025, le club est confronté à de gros problèmes de trésorerie et décide le 16 octobre 2024 de se retirer de la compétition en déclarant forfait général.

## Résultats dans les divisions nationales
Statistiques mises à jour le 13 juin 2013

### Palmarès
- 1 fois champion de Belgique de Promotion en 1978

### Bilan
| Niv | Divisions     | Jouées | Titres | TM Up | TM Down |
| --- | ------------- | ------ | ------ | ----- | ------- |
| I   | 1re nationale | 0      | 0      |       |         |
| II  | 2e nationale  | 0      | 0      |       |         |
| III | 3e nationale  | 1      | 0      |       |         |
| IV  | 4e nationale  | 10     | 1      |       |         |
| V   | 5e nationale  | 0      | 0      |       |         |
|     |               |        |        |       |         |
|     | TOTAUX        | 11     | 1      | 0     | 0       |

- TM Up : test-match pour départager des égalités, ou toutes formes de Barrages ou de Tour final pour une montée éventuelle.
- TM Down : test-match pour départager des égalités, ou toutes formes de Barrages ou de Tour final pour le maintien.

### Classement saison par saison
| Ordre               | Saison  | Nom du club  | Niveau             | Classement final | Remarques          |
| ------------------- | ------- | ------------ | ------------------ | ---------------- | ------------------ |
| 1                   | 1966-67 | US Ferrières | Promotion série A  | 3e/16            |                    |
| 2                   | 1967-68 | US Ferrières | Promotion série D  | 7e/16            |                    |
| 3                   | 1968-69 | US Ferrières | Promotion série D  | 7e/16            |                    |
| 4                   | 1969-70 | US Ferrières | Promotion série D  | 9e/16            |                    |
| 5                   | 1970-71 | US Ferrières | Promotion série A  | 5e/16            |                    |
| 6                   | 1971-72 | US Ferrières | Promotion série B  | 5e/16            |                    |
| 7                   | 1972-73 | US Ferrières | Promotion série A  | 14e/16           | Relégué!           |
| séries provinciales |         |              |                    |                  |                    |
| 8                   | 1977-78 | US Ferrières | Promotion série A  | 1er/16           | Champion et promu! |
| 9                   | 1978-79 | US Ferrières | Division 3 série B | 16e/16           | Relégué!           |
| 10                  | 1979-80 | US Ferrières | Promotion série D  | 12e/16           |                    |
| 11                  | 1980-81 | US Ferrières | Promotion série D  | 15e/16           | Relégué!           |
| séries provinciales |         |              |                    |                  |                    |